# كوركلي
كوركلي (بالفارسية: کورکلی) هي قرية تقع في غلستان في إيران. يقدر عدد سكانها بـ 673 نسمة بحسب إحصاء 2016.